# Афонсу Морейра
Афонсу Морейра (порт. Afonso Moreira, нар. 19 березня 2005, Ламегу) — португальський футболіст, нападник клубу «Спортінг» та юнацької збірної Португалії.
Виступав також за клуби «Спортінг» Б та «Спортінг».
Чемпіон Португалії. Володар Кубка Португалії.

## Клубна кар'єра
Народився 19 березня 2005 року в місті Ламегу. Вихованець футбольної школи клубу «Спортінг».
У дорослому футболі дебютував 2022 року виступами за команду «Спортінг» Б, у якій провів два сезони, взявши участь у 33 матчах чемпіонату. 
Своєю грою за цю команду привернув увагу представників тренерського штабу клубу «Спортінг», до складу якого приєднався 2023 року. Відіграв за лісабонський клуб менше одного року своєї ігрової кар'єри.
Протягом 2024 року захищав кольори клубу «Жіл Вісенте».
До складу клубу «Спортінг» приєднався 2024 року. Станом на 29 травня 2025 року відіграв за лісабонський клуб 1 матч у національному чемпіонаті.

## Виступи за збірні
У 2021 році дебютував у складі юнацької збірної Португалії (U-17), загалом на юнацькому рівні взяв участь у 22 іграх, відзначившись 5 забитими голами.

## Статистика виступів

### Статистика клубних виступів
Станом на 18 лютого 2024
| Сезон                  | Команда                | Чемпіонат              | Чемпіонат | Чемпіонат | Національний кубок | Національний кубок | Національний кубок | Континентальні кубки | Континентальні кубки | Континентальні кубки | Інші змагання | Інші змагання | Інші змагання | Усього | Усього | Усього |
| Сезон                  | Команда                | Ліга                   | Ігор      | Голів     | Ліга               | Ігор               | Голів              | Ліга                 | Ігор                 | Голів                | Ліга          | Ігор          | Голів         | Ігор   | Голів  |        |
| ---------------------- | ---------------------- | ---------------------- | --------- | --------- | ------------------ | ------------------ | ------------------ | -------------------- | -------------------- | -------------------- | ------------- | ------------- | ------------- | ------ | ------ | ------ |
| 2022–23                | «Спортінг» Б           | L3                     | 24        | 4         |                    | -                  | -                  |                      | -                    | -                    |               | -             | -             | 24     | 4      |        |
| 2023-січ. 2024         | «Спортінг» Б           | L3                     | 9         | 0         |                    | -                  | -                  |                      | -                    | -                    |               | -             | -             | 9      | 0      |        |
| Усього за «Спортінг» Б | Усього за «Спортінг» Б | Усього за «Спортінг» Б | 33        | 4         |                    | -                  | -                  |                      | -                    | -                    |               | -             | -             | 33     | 4      |        |
| 2023-січ. 2024         | «Спортінг»             | ПЛ                     | 1         | 0         | ПЛУ+КЛ             | 1+1                | 0                  | ЛЄ                   | 0                    | 0                    |               | -             | -             | 3      | 0      |        |
| січ.-черв. 2024        | «Жіл Вісенте»          | ПЛ                     | 3         | 0         | ПЛУ+КЛ             | 1+0                | 0                  |                      | -                    | -                    |               | -             | -             | 4      | 0      |        |
| Усього за кар'єру      | Усього за кар'єру      | Усього за кар'єру      | 37        | 4         |                    | 3                  | 0                  |                      | 0                    | 0                    |               | 0             | 0             | 40     | 4      |        |

## Титули і досягнення
- Чемпіон Португалії (1):

«Спортінг»: 2024-2025
- Володар Кубка Португалії (1):

«Спортінг»: 2024-2025